# AEW Dynamite
AEW Dynamite, también conocido como All Elite Wrestling: Dynamite, Wednesday Night Dynamite o simplemente Dynamite, es un programa de televisión de entretenimiento deportivo de lucha libre profesional producido por All Elite Wrestling. El show se transmite en vivo semanalmente desde TNT, durante dos horas y se estrenó el 2 de octubre de 2019. Es el primer programa de lucha libre profesional que se transmite en TNT desde el episodio final de WCW Monday Nitro en 2001.
El 15 de noviembre de 2020, Space anunció que trasmitirán Dynamite para América Latina, comenzando desde el 22 de ese mismo mes y durante los días domingos, retransmitiendo el programa que se realiza en vivo los miércoles en TNT para Estados Unidos.
A partir de enero de 2022, AEW Dynamite se trasladó a TBS obteniendo 1 millón de espectadores.

## Historia del programa
En noviembre de 2018, AEW presentó varias marcas comerciales, entre ellas Tuesday Night Dynamite. En junio de 2019, AEW presentó una marca comercial adicional para Wednesday Night Dynamite, lo que llevó a muchas fuentes a creer que el programa se emitiría los miércoles por la noche, bajo este nombre.
El 8 de mayo de 2019, AEW alcanzó un nuevo acuerdo de derechos de medios con la compañía de medios británica ITV plc para transmitir los programas de AEW en ITV4.

### Era de TNT
El 15 de mayo de 2019, AEW y WarnerMedia anunciaron un acuerdo para un programa semanal en horario de máxima audiencia que se emitirá en vivo en TNT y estará disponible en PPV y en B/R Live en los Estados Unidos y Canadá.
En abril, Jim Ross confirmó que el programa sería un show semanal de dos horas en vivo. Durante Fight for the Fallen, Chris Jericho confirmó que el espectáculo comenzaría en octubre. El 24 de julio, AEW anunció que el programa se estrenaría el 2 de octubre y se emitiría en vivo desde el Capital One Arena en Washington D. C. El 2 de agosto se anunció que el evento se había agotado dentro de las 3 horas posteriores a la venta de las entradas.
En agosto de 2019, WWE anunció que trasladaría a NXT a USA Network y expandiría el programa a una transmisión en vivo de dos horas en el mismo intervalo de tiempo que el próximo programa de AEW. NXT se estrenó el 18 de septiembre, dos semanas antes del debut de la transmisión de AEW en TNT. El 30 de agosto, el día anterior a All Out, TNT transmitió un especial de una hora llamado Countdown to All Outa las 10 p. m. ET.
El 19 de septiembre de 2019, el sitio web de TNT enumeró el nombre del programa como "All Elite Wrestling: Dynamite", también se programó un espectáculo previo de dos horas para el 1 de octubre a las 8 PM.
El 2 de octubre de 2019, Dynamite debutó en TNT, que promedió 1.409 millones de espectadores. También el 2 de octubre, NXT haría su debut de dos horas en USA Network, promediaron 891,000 espectadores. Esto duplicó su competencia en el grupo demográfico clave de adultos entre 18 y 49 años, obteniendo 878,000 espectadores en comparación con los 414,000 de NXT, lo que también marcaría el comienzo de las "Wednesday Night Wars" (Guerra de los miércoles).
A partir del 18 de marzo de 2020, AEW comenzó a emitir espectáculos en arena vacía desde el Daily's Place de Jacksonville, Florida, debido a la pandemia mundial de coronavirus de 2019-2020, causando muchas restricciones para eventos en vivo en Norteamérica y el mundo.

## Producción

### Música oficial
| Título     | Intérprete  | Fecha                         |
| ---------- | ----------- | ----------------------------- |
| "Dynamite" | No One Hero | 2 de octubre de 2019-presente |

## Episodios especiales
A lo largo de la historia de su transmisión, el programa ha tenido emisiones que han sido emitidos por diferentes temas. Otros han sido dedicados a un luchador específico por una razón especial, debido a un fallecimiento o al retiramiento de un luchador, así como episodios conmemorativos o aniversarios.

## Comentaristas
| Nombre                                              | Fecha |
| --------------------------------------------------- | --- |
| Tony Schiavone, Excalibur & Jim Ross                | 2 de octubre de 2019-presente |
| Jim Ross y Excalibur                                | 27 de noviembre de 2019 |
| Jim Ross, Excalibur, & Taz                          | 1 de enero de 2020 2 de febrero de 2020 (2 horas) 18 de marzo de 2020 15 de julio de 2020 (1 hora) 30 de septiembre de 2020                  |
| Tony Schiavone, Cody & Kenny Omega                  | 25 de marzo de 2020 |
| Tony Schiavone & Cody                               | 1 de abril de 2020 (1 hora) |
| Tony Schiavone & Colt Cabana                        | 1 de abril de 2020 (2 horas) |
| Tony Schiavone & Chris Jericho                      | 8 de abril de 2020 – 29 de abril de 2020 |
| Jim Ross, Tony Schiavone, Excalibur & Chris Jericho | 10 de junio de 2020 (1 hora) 1 de julio de 2020 22 de septiembre de 2020 4 de noviembre de 2020 30 de diciembre de 2020 – 6 de enero de 2021 |
| Jim Ross, Excalibur & Chris Jericho                 | 15 de julio de 2020 (2 horas) |
| Jim Ross, Tony Schiavone & Taz                      | 29 de julio de 2020 – 22 de agosto de 2020                                                                                                   |
| Jim Ross, Tony Schiavone & Chris Jericho            | 27 de agosto de 2020 |

## Transmisiones internacionales
En los Estados Unidos, Dynamite se transmite en vivo los miércoles por TNT a las 8 p. m. ET. El 15 de enero de 2020, se anunció que TNT había extendido el contrato de la serie hasta 2023.

### América del Norte
En Canadá, TSN de Bell Media adquirió los derechos de transmisión de Dynamite, marcando el regreso de la lucha libre profesional a la red después de que WWE Raw se mudara a la red rival The Score (ahora Sportsnet 360) en 2006. El programa se transmite en transmisión simultánea con TNT en los Estados Unidos (pero está sujeto a programación) y se transmite en TSN Direct y en el sitio web de TSN.

### América Latina
El 12 de noviembre de 2020, Space anunció un acuerdo para transmitir Dynamite en Brasil.
A partir del 22 de noviembre de 2020, Dynamite se transmite por Space, disponible en toda América Latina. Desde el episodio del 28 de julio de 2021 fue transmitido en diferido con pocas horas de diferencia con la emisión en vivo. Desde el episodio emitido el 1 de septiembre de 2021 el show se transmite en vivo, teniendo los siguientes horarios de acuerdo a su zona geográfica y sujetos al cambio de hora (invierno-verano y viceversa):
- 17:00 (5 p. m., hora en la costa oeste del Pacífico de los Estados Unidos)
- 18:00 (6 p. m., hora en las Islas Galápagos, Costa Rica, Guatemala, Honduras y El Salvador)
- 19:00 (7 p. m., hora en Colombia, Ecuador, Panamá y México)
- 20:00 (8 p. m., hora en Bolivia, Puerto Rico, Paraguay y Venezuela)
- 21:00 (9 p. m., hora en Argentina, Chile, Uruguay y Brasil)

El 10 de septiembre de 2021, TNT Sports Chile anunció que a partir del sábado 11, y todos los sábados siguientes por la noche, transmitirá en diferido Dynamite a través de todas sus plataformas digitales.
El 30 de septiembre de 2022, AEW anuncia la finalización de transmisiones para América Latina de sus programas Dynamite y Rampage, por medio del canal Space Latinoamérica y solo mantendrá las transmisiones a través de Space Brasil en diferido los jueves a las 21H.
El 5 de julio de 2023, TelevisaUnivision anuncio un acuerdo para transmitir Dynamite en Latinoamérica mediante la plataforma Vix.
En octubre de 2024 el programa comenzó a emitirse en México por Fox Sports.

### Europa
El 8 de mayo de 2019, AEW alcanzó un nuevo acuerdo de derechos de medios con la empresa de medios británica ITV plc para transmitir programas de AEW en ITV4. En el Reino Unido, Dynamite se agregará a ITV Hub los jueves por la noche y se transmitirá en ITV4 los viernes por la noche.
El 22 de octubre de 2019, TNT Serie anunció un acuerdo para transmitir Dynamite los viernes por la noche en Alemania.
El 24 de octubre de 2019, Toonami anunció un acuerdo para transmitir Dynamite los martes por la noche en Francia.
El 21 de julio de 2020, Sky Sport y AEW anunciaron un acuerdo para transmitir Dynamite los viernes por la noche en Italia, reemplazando la programación de la WWE.

### Vía streamming
El 25 de septiembre de 2019, AEW anunció un acuerdo de transmisión internacional con FITE TV principalmente para regiones fuera de los Estados Unidos y Canadá a través del paquete "AEW Plus", que incluye transmisión en vivo y acceso a la reproducción de Dynamite en transmisión simultánea con su transmisión en los Estados Unidos.
El 22 de octubre de 2020, AEW llegó un acuerdo con la plataforma digital con Pluto TV transmitiendo sus eventos repetidos (incluyendo los pago por visión pasados) con comentaristas en español desde América Latina.